# Innesoconcha aberrans
Innesoconcha aberrans är en snäckart som beskrevs av Tom Iredale 1944. Innesoconcha aberrans ingår i släktet Innesoconcha och familjen Helicarionidae. Inga underarter finns listade i Catalogue of Life.